# Monte Cimino
Il Monte Cimino (1.053 m s.l.m.) è la cima più alta della catena dell'Antiappennino laziale dei Monti Cimini, e di tutta la provincia di Viterbo. Sovrasta il paese di Soriano nel Cimino.

## Descrizione

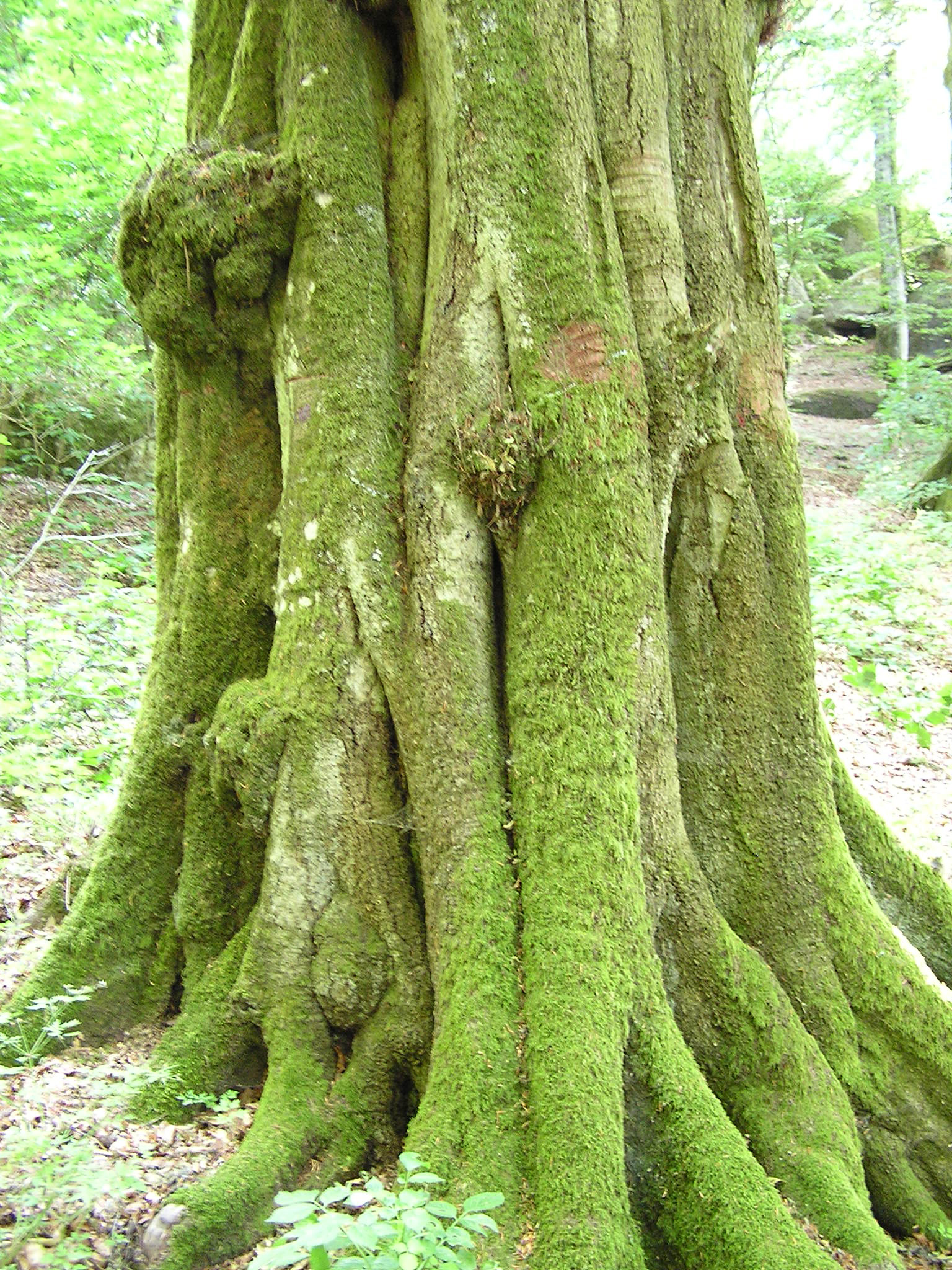
Particolare di un faggio.

La Faggeta Vetusta del Monte Cimino si trova nel comune di Soriano nel Cimino (VT) e ha un'estensione di circa 58 ha, tra i 925 ed i 1053 m s.l.m., è tra le più maestose ed imponenti dell'Italia centrale.
Si sviluppa tutt'intorno ad un parcheggio facilmente raggiungibile e ottimamente utilizzabile, a quota 970 m s.l.m., dove è possibile sostare all'ombra dei faggi nelle calde giornate estive e usufruire del ristorante posto lì vicino.
È presente anche una stazione meteorologica, attiva dal 2011 e ripristinata nel 2018, che rileva quotidianamente i parametri meteorologici.
Dalla sommità del monte la vista, attualmente ostacolata, specie nella buona stagione, dalla vegetazione arborea, spazia sulla valle del Tevere e sui borghi circostanti: in primo luogo Soriano nel Cimino, Vitorchiano, Bomarzo, Montefiascone e Bassano in Teverina; sembra che dalla sommità della torre che si trova sulla vetta (attualmente non visitabile in quanto ospita numerose antenne e trasmettitori), nei giorni di cielo sereno sia possibile scorgere la cupola di San Pietro a Roma, il monte Cavo, il litorale laziale e la parte nord-occidentale della catena montuosa dei Lepini. A nord è possibile scorgere il monte Amiata, alla sua destra il monte Cetona e, in lontananza, il monte Nerone.

### Accesso
Grazie alla rete escursionistica realizzata dalla sezione del CAI di Viterbo, è possibile raggiungere a piedi la Faggeta e la vetta di Monte Cimino tramite tre percorsi escursionistici.

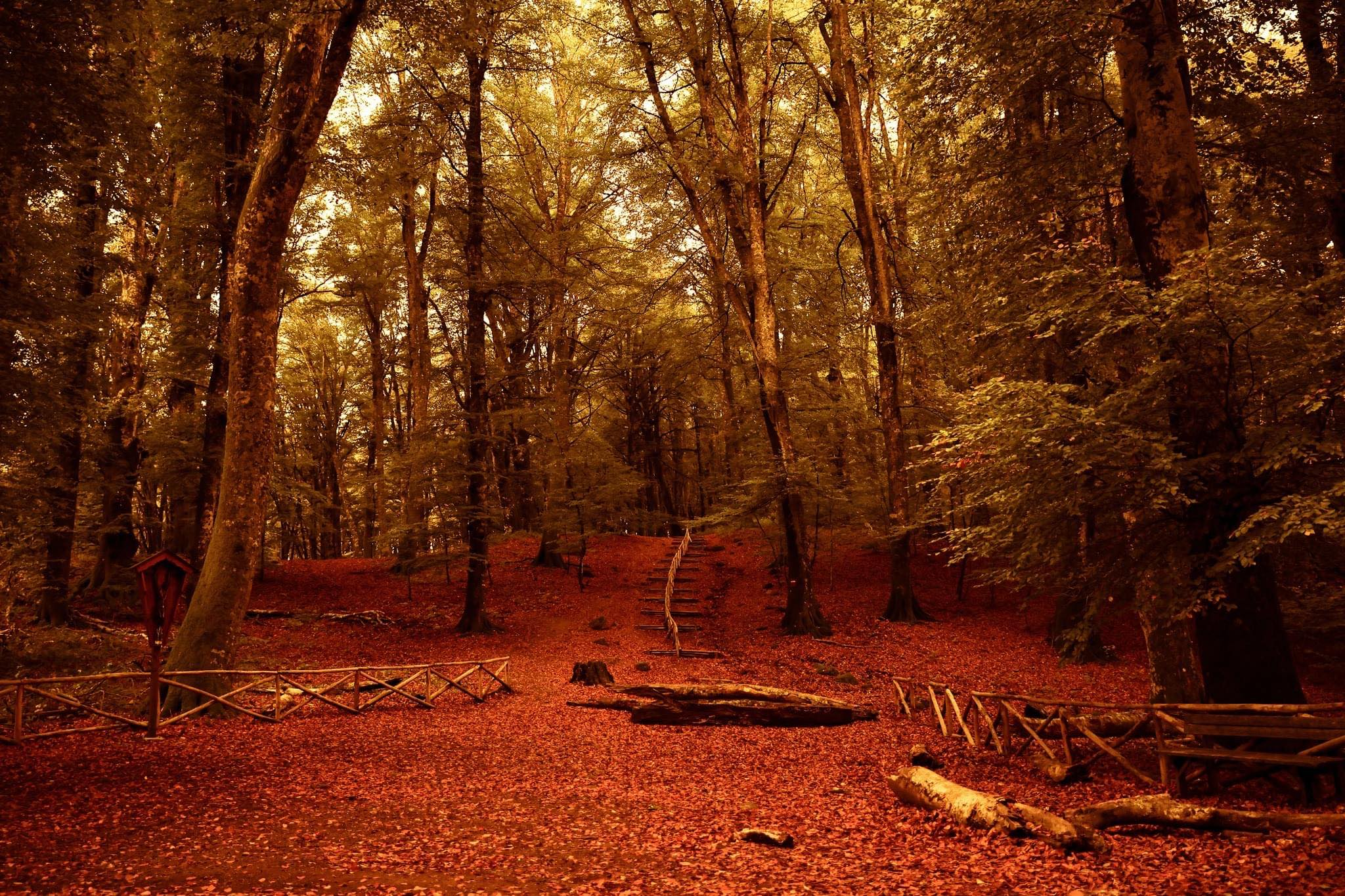
Faggeta Vetusta del Monte Cimino

| Partenza           | Percorso                    | Difficoltà | Distanza | Ascesa | Discesa | Note                                          |
| ------------------ | --------------------------- | ---------- | -------- | ------ | ------- | --------------------------------------------- |
| Soriano nel Cimino | CAI 03 Tappa 3              | E          | 4,3 km   | 629 m  | 0 m     | Partenza dalla Stazione di Soriano nel Cimino |
| Canepina           | CAI 133BA e CAI 103 Tappa 3 | E          | 9,3 km   | 700 m  | 0 m     |                                               |
| Strada Romana      | 123A                        | E          | 3,8 km   | 340 m  | 70 m    |                                               |

## Vulcanologia
Il Monte Cimino si inquadra nel più ampio fenomeno del vulcanismo che ha interessato l'intera area della Tuscia. In particolare, il distretto cimino (quello del Monte Cimino) ha un’età più antica: la sua attività, infatti, è compresa tra 1.35 milioni e 800.000 anni fa. Durante questo ampio intervallo di tempo, la risalita lungo le fratture di magmi viscosi acidi ha originato più di 50 rilievi collinari facilmente riconoscibili (La Palanzana, Montalto, San Valentino, Ciliano, Soriano …) tutt’intorno al domo principale, quello del Monte Cimino. 

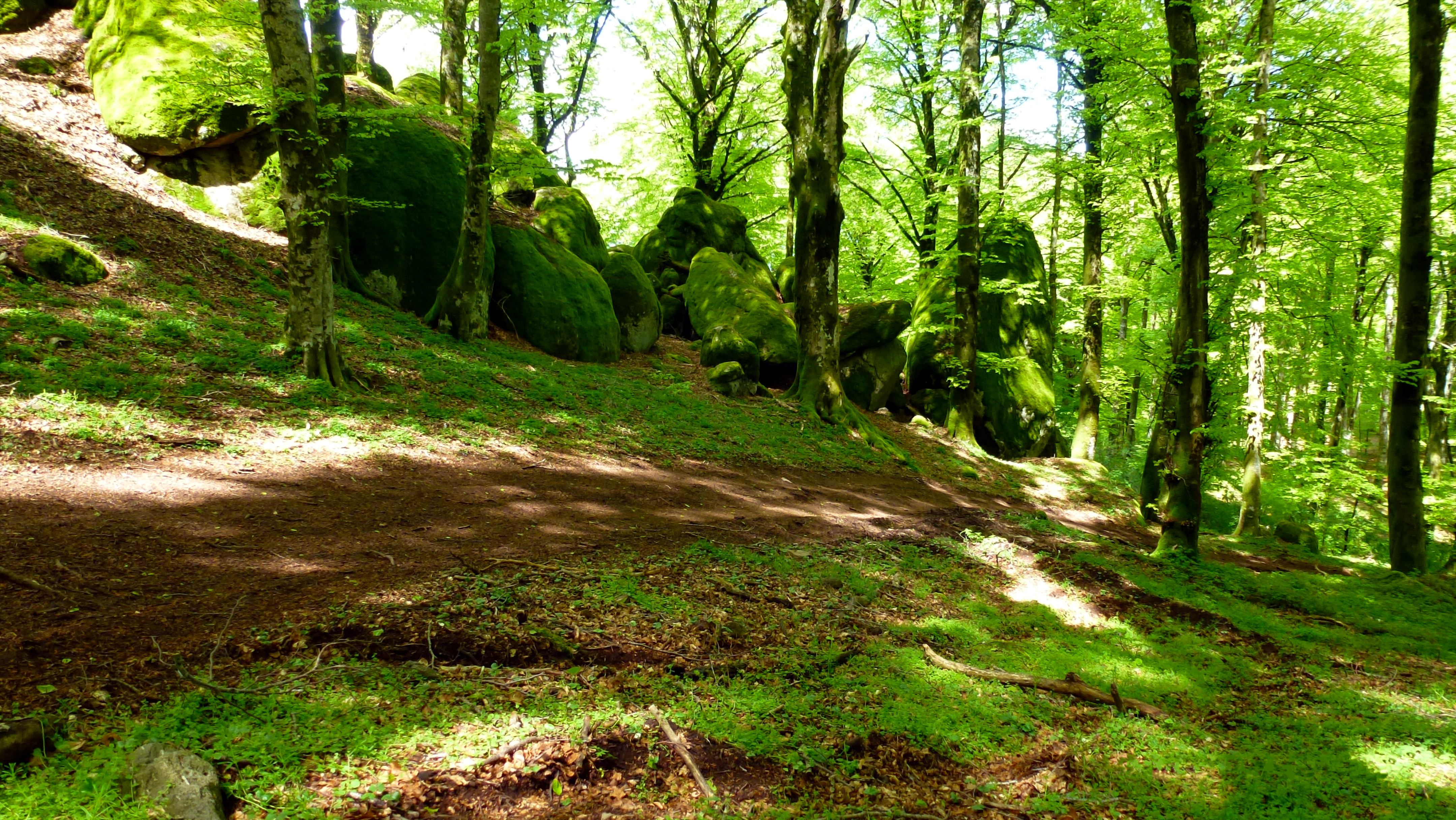
Massi trachitici di diverse e svariate dimensioni creati dall'attività vulcanica di lave quarzo-latitiche oltre un milione di anni fa

## Età del bronzo
La sommità dell'altura fu occupata da un importante abitato della tarda età del bronzo, di cui si conserva quasi interamente la vasta fortificazione perimetrale, risalente all'età del bronzo finale (1150 a.C. circa) e che racchiude un'estensione di circa 50.000 metri quadrati; il vasto recinto artificiale di pietre, forse diviso in due settori, di cui uno comprende un'ulteriore e più piccola area fortificata di circa 5.000 metri quadrati (presso la torre moderna), fu identificato dagli archeologi già intorno al 1890, ma la sua esplorazione scientifica è stata affrontata solo a partire dal 1976.
Dal 2009 il Ministero per i Beni e le Attività Culturali e l'Università Sapienza di Roma conducono campagne di scavo estive nel villaggio protostorico; oltre a notevoli risultati riguardanti le conoscenze della comunità insediata sul Cimino nell'età del bronzo, queste ricerche hanno consentito di individuare due fasi etrusche di rioccupazione dell'area, con edificazione di un fortilizio: la prima fase, di epoca arcaica (circa VI sec. a.C.), attesta l'importanza del possesso strategico della sommità nel corso della prolungata e anche conflittuale dialettica tra le metropoli tirreniche; la seconda fase può invece essere messa in diretta relazione con le guerre mosse da Roma agli Etruschi dopo a presa di Veio altresì documentata dalle fonti letterarie (IV secolo a. C.).

## Periodo romano
Agli antichi romani la "Silva Ciminia" appariva come un luogo tetro, sacro ed invalicabile. Essa formava una fascia forestale assai intricata che, grazie anche alla presenza di rocce vulcaniche, contribuì per almeno un paio di secoli a tenere lontane le truppe romane, costringendo Roma ad espandersi versi il Lazio meridionale e la Campania. Nei monti Cimini sono stati trovati resti di antichi tempietti probabilmente dedicati a Giove Cimino.
Durante la guerra contro gli Etruschi, per i Romani guidati dal console Quinto Fabio Massimo Rulliano fu fondamentale raggiungere la sommità dei monti Cimini; infatti tale impresa permise loro di scorgere gli insediamenti etruschi presenti nella valle del Tevere che sarebbero poi caduti sotto la pressante avanzata romana attorno al 310 a.C..

## La ZSC - Zona Speciale di Conservazione
La Faggeta occupa la parte più meridionale della ZSC - Zona Speciale di Conservazione /ZPS IT6010022 (versante nord) istituita con Deliberazione di Giunta Regionale n°162 del 14 aprile 2016 ed ha una superficie di circa 50 ha, pari al 5% dell’area del sito Con L.R. 27 dicembre 2008, n. 24 la "gestione del sito" è affidata all'Ente Monti Cimini - Riserva Naturale Lago di Vico.

## Riconoscimento UNESCO
Il 2 febbraio 2015 la faggeta è stata proposta, dalla delegazione permanente italiana presso l'UNESCO, nella tentative list per l'inclusione tra i siti Patrimonio Mondiale Naturale (criterio di selezione (IX): "per essere un esempio eccezionale di significativo corso dei processi ecologici e biologici nell'evoluzione e lo sviluppo degli ecosistemi terrestri, di acqua dolce, costieri e marini e le comunità di piante e animali marini". Il 7 luglio 2017 il World Heritage Committee, riunito a Cracovia, ha riconosciuto la Faggeta di Monte Cimino come sito UNESCO Patrimonio Mondiale Naturale dell'Umanità inserendola nella Unesco's World Heritage List (ID. 1133ter-047).

## Larupe tremante

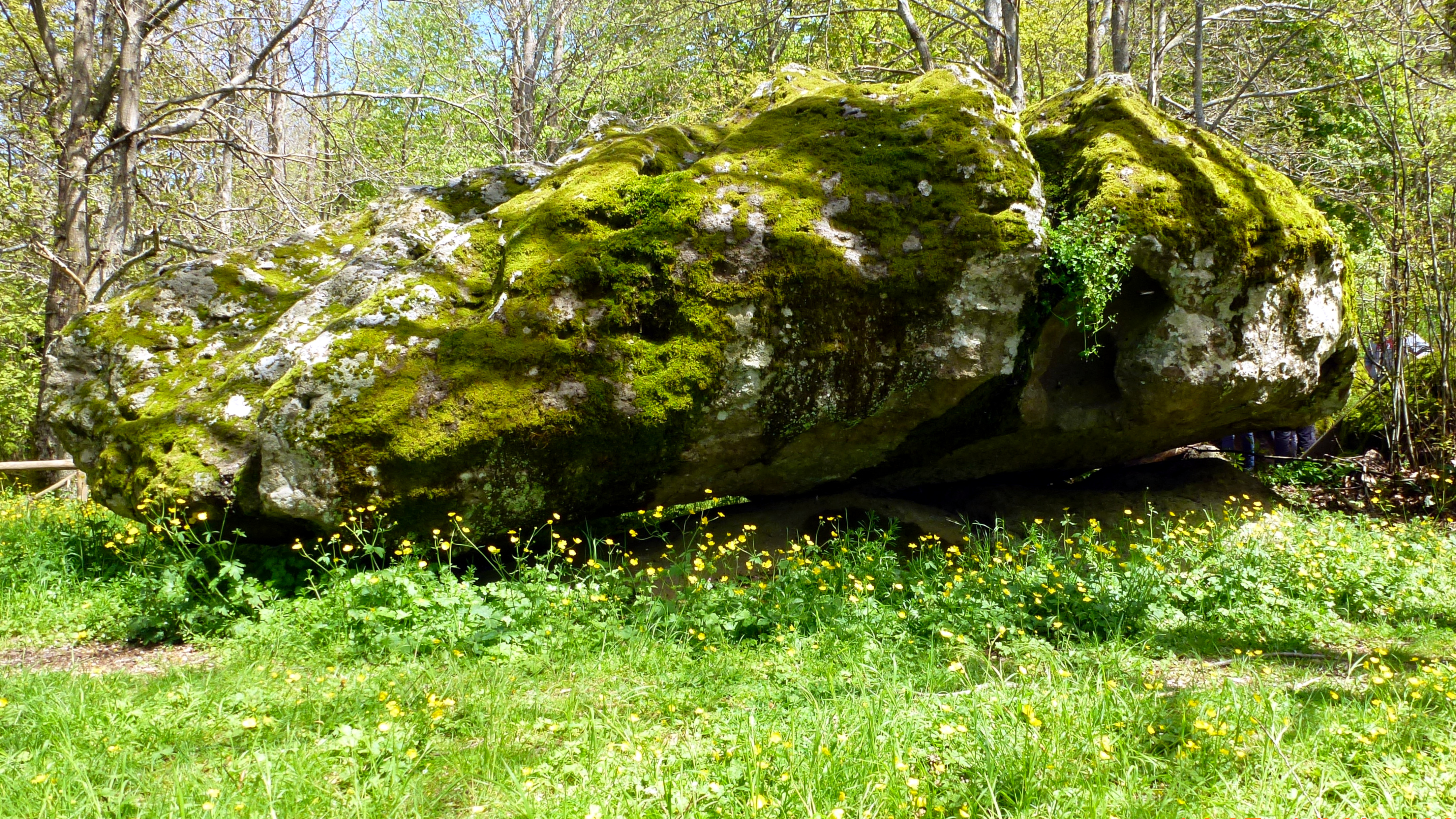
Sasso naticarello o rupe tremante

Al limitare del bosco di faggi, nella parte sottostante il grande parcheggio, si trova il grande masso di trachite noto come rupe tremante o sasso menicante, meglio conosciuto agli abitanti del posto come sasso naticarello (attestate anche le antiche forme "sasso menicatore" e "sasso trenicatore").
Celebrato già da Plinio il Vecchio come naturae miraculum (miracolo della natura) nel suo Naturalis historia, è un grosso masso di forma ovoidale di circa 8 metri di lunghezza, 6 metri di larghezza e 3 metri di altezza, del volume di circa 100 m³ e del peso di circa 250 tonnellate, sospeso in equilibrio su una sporgenza rocciosa del suolo, caratteristica che fa sì che possa essere fatto oscillare sensibilmente e in modo abbastanza agevole utilizzando un grosso bastone a mo' di leva.
Esso rappresenta uno dei tanti massi eruttati dal vulcano cimino durante la fase di massima attività e fa comprendere quale portata e quale forza avesse il Cimino durante le sue eruzioni.

## Sport
Nei numerosi sentieri all'interno della faggeta vengono praticati molti sport, tra cui: escursionismo, trekking, corsa, mountain bike, downhill e boulder. Un'ordinanza del Comune di Soriano nel Cimino vieta l'utilizzo di mountain bike nella parte sommitale del monte per preservare il fragile substrato del sottobosco.
Il monte Cimino è stata sede di arrivo di due tappe della Tirreno Adriatico: della quinta tappa nel 1995, vinta da Gianluca Pierobon, e della quarta tappa del 1996, vinta da Filippo Casagrande.

## Set cinematografico
Il bosco di faggi è stato il set di alcuni film, tra cui Il Marchese del Grillo (1981) di Mario Monicelli, Yado (1985) di Richard Fleischer, L'Armata Brancaleone (1966) di Mario Monicelli, Francesco (film 1989 e serie televisiva 2014) di Liliana Cavani, Freaks Out (2021) di Gabriele Mainetti, Teresa La Ladra (1973) di Carlo di Palma, La Befana vien di notte 2 - Le origini (2021) di Paola Randi, Le Nuove Comiche (1994) di Neri Parenti, Il Nuovo Mondo (1982) di Ettore Scola, Il nome della rosa (serie tv 2019) di Giacomo Battiato.